# Allen Clayton Davis
Allen Clayton Davis (* 23. August 1927 in Glencliff, Tennessee; † 17. Februar 2025 in Alexandria, Virginia) war ein US-amerikanischer Diplomat.

## Leben
Bis 1945 besuchte Allen Davis das Middle Tennessee State College, danach studierte er bis 1947 an der Duke University. Von 1951 bis 1954 studierte er an der George Washington University. 1956 erhielt er seinen Bachelor of Science in Foreign Service (BSFS) von der Georgetown University.
Von 1947 bis 1953 war Davis bei der United States Navy als Luftbildauswerter. 1956 wurde er in den auswärtigen Dienst übernommen. Von 1958 bis 1960 war er an der Botschaft in Monrovia akkreditiert. Danach war er im State Department in den Abteilungen Wirtschaft und Afrika beschäftigt. Ende 1962 war er Botschaftsrat bei der Mission der Vereinigten Staaten bei den Vereinten Nationen in New York. Ab 1962 war er drei Jahre in Belgien und Luxemburg akkreditiert und wechselte für zwei Jahre 1966 an die Botschaft in Moskau. Daraufhin war Davis für zwei Jahre stellvertretender Botschafter in Ouagadougou und Botschaftsrat in Algier. Von 1970 bis 1973 war er an der Botschaft in Bern akkreditiert, danach besuchte er für ein Jahr das Army War College. Von 1974 bis 1977 war er Gesandter in Dakar und wechselte 1977 als Botschaftsrat und Gesandter an die Botschaft in Kinshasa, wo er bis 1980 blieb. Von 1980 bis 1983 war er Botschafter in Guinea und von 1983 bis 1985 in Uganda. Er war außerdem Berater für afrikanische Angelegenheiten des Ständigen Vertreters der Vereinigten Staaten bei den Vereinten Nationen und politischer Berater des stellvertretenden Oberbefehlshabers des United States European Command in Stuttgart.
Davis war verheiratet und hatte drei Kinder. Er starb im Februar 2025 im Alter von 97 Jahren.